# Spoy (Aube)
Spoy je francouzská obec v departementu Aube v regionu Grand Est. V roce 2012 zde žilo 131 obyvatel.
Při východním okraji obce protéká směrem na sever říčka Le Landion, která se zhruba po 5 km vlévá zleva do řeky Aube. Ve stejném směru prochází obcí silnice D44.
Obec se nachází zhruba 145 km jihovýchodně od Paříže, 85 km jižně od Chalons-en-Champagne a 45 km na východ od Troyes.

## Sousední obce
Argançon, Couvignon, Fravaux, Magny-Fouchard, Maison-des-Champs, Meurville, Proverville

## Vývoj počtu obyvatel
Počet obyvatel